# فائما
فائما (انگلیسی: Faema) شرکت لوازم خانگی ایتالیایی است، که در سال ۱۹۴۵ تأسیس شد.